# Mercuriade
Mercuriade, 1300-talet, var en italiensk läkare och kirurg, författare till ett antal medicinska verk. Hon var en av sin tids få kvinnliga studenter, läkare och kirurger.
Mercuriade studerade medicin vid Universitetet i Salerno, där hon mottog sin licens att praktisera som läkare och kirurg. Hon utgav medicinska arbeten med titlarna "Kriser", "Pestfeber" och "Behandling av sår".